# Giovanni da Ferrara

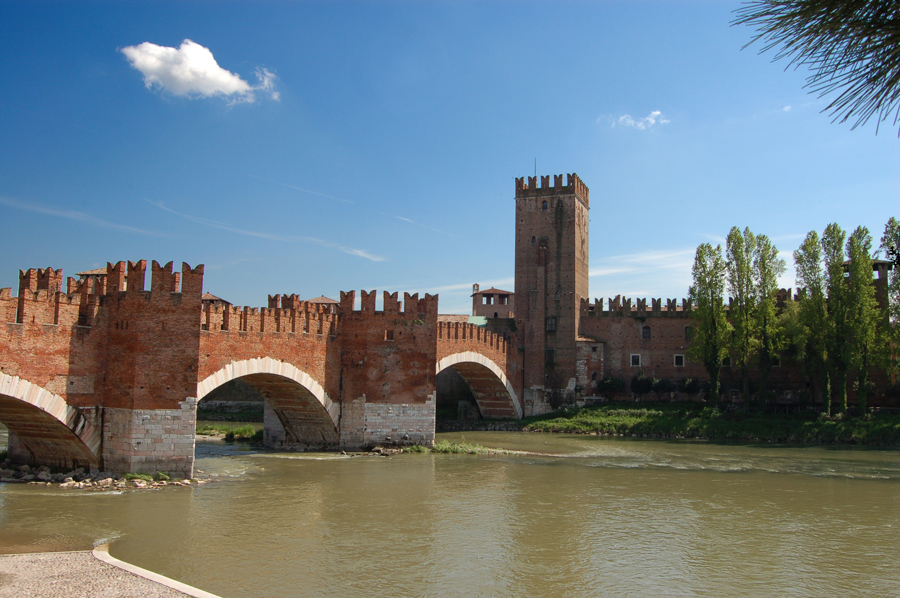
Ponte di Castelvecchio a Verona

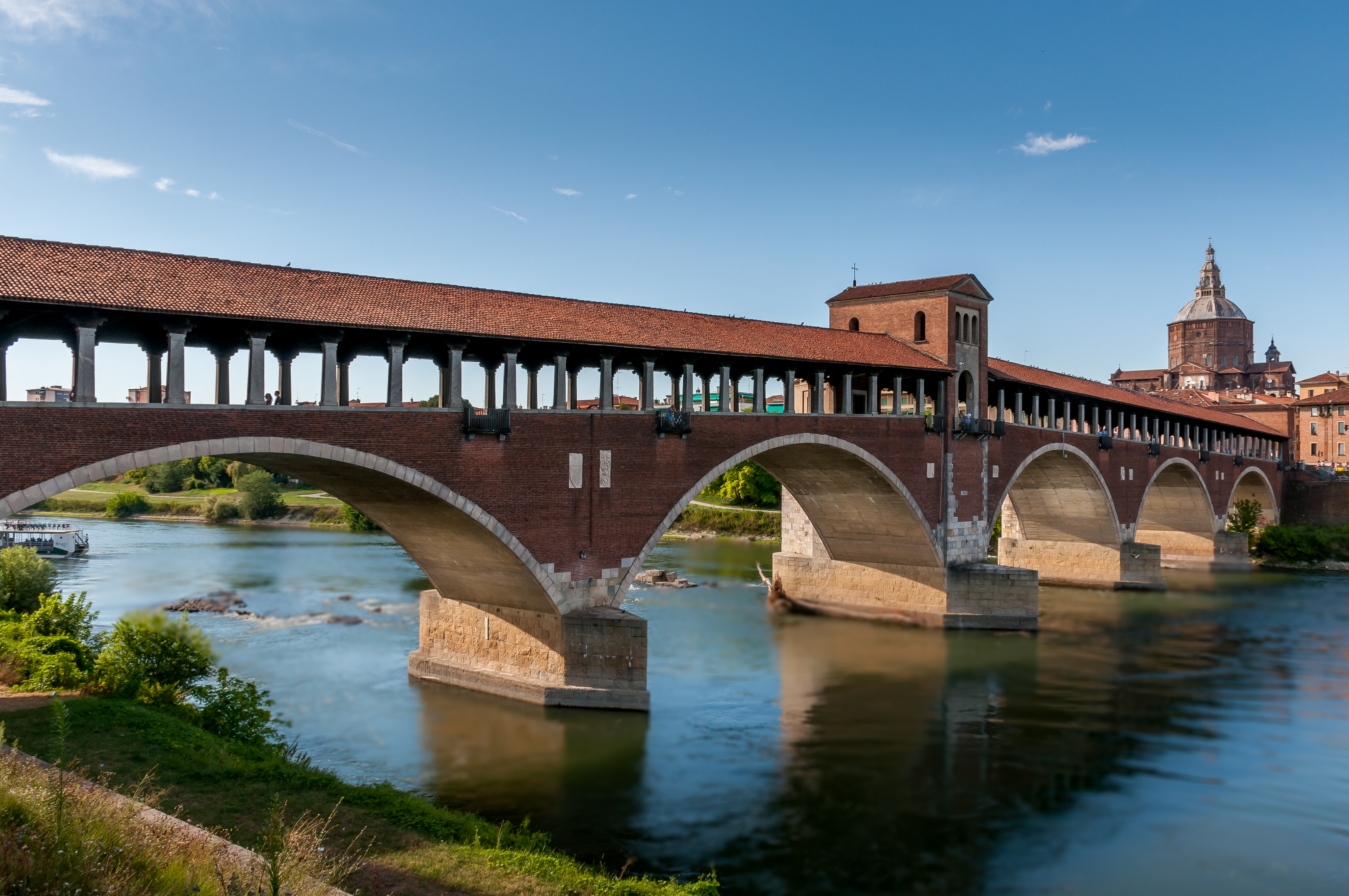
Ponte Coperto di Pavia

Ponte Navi fino all'800

Giovanni da Ferrara (XIV secolo – XIV secolo) è stato un architetto e ingegnere italiano.

## Biografia
Non si conoscono esattamente le sue date di nascita e di morte, ma fu attivo nel XIV secolo in Lombardia, Veneto ed Emilia-Romagna. Nella costruzione di ponti si avvalse della collaborazione di un altro architetto, Giacomo da Gozo, forse entrambi provenienti dalla Lomellina.
Realizzò importanti opere per gli Scaligeri, signori di Verona e per i Visconti, signori di Milano.

## Opere
- Ponte Coperto a Pavia, 1351[1]
- Ponte di Castelvecchio a Verona, 1354-1356[2]
- Torre del Gardello a Verona, 1370-1380[3]
- Ponte Navi a Verona, 1373-1375
- Ripristino abside della Chiesa di Sant'Eufemia a Verona, 1386